# قطعنامه ۱۱۷۲ شورای امنیت
قطعنامه ۱۱۷۲ شورای امنیت سازمان ملل متحد که در تاریخ ۰۶ ژوئن ۱۹۹۸ تصویب شد، سندی بین‌المللی دربارهٔ صلح و امنیت جهانی در پی آزمایش هسته ای پاکستان در آن سال است. این قطعنامه طی نشست ۳۸۹۰ام با ۱۵ رای موافق، ۰ مخالف و ۰ ممتنع تصویب شد.